# Germaine Dieterlen

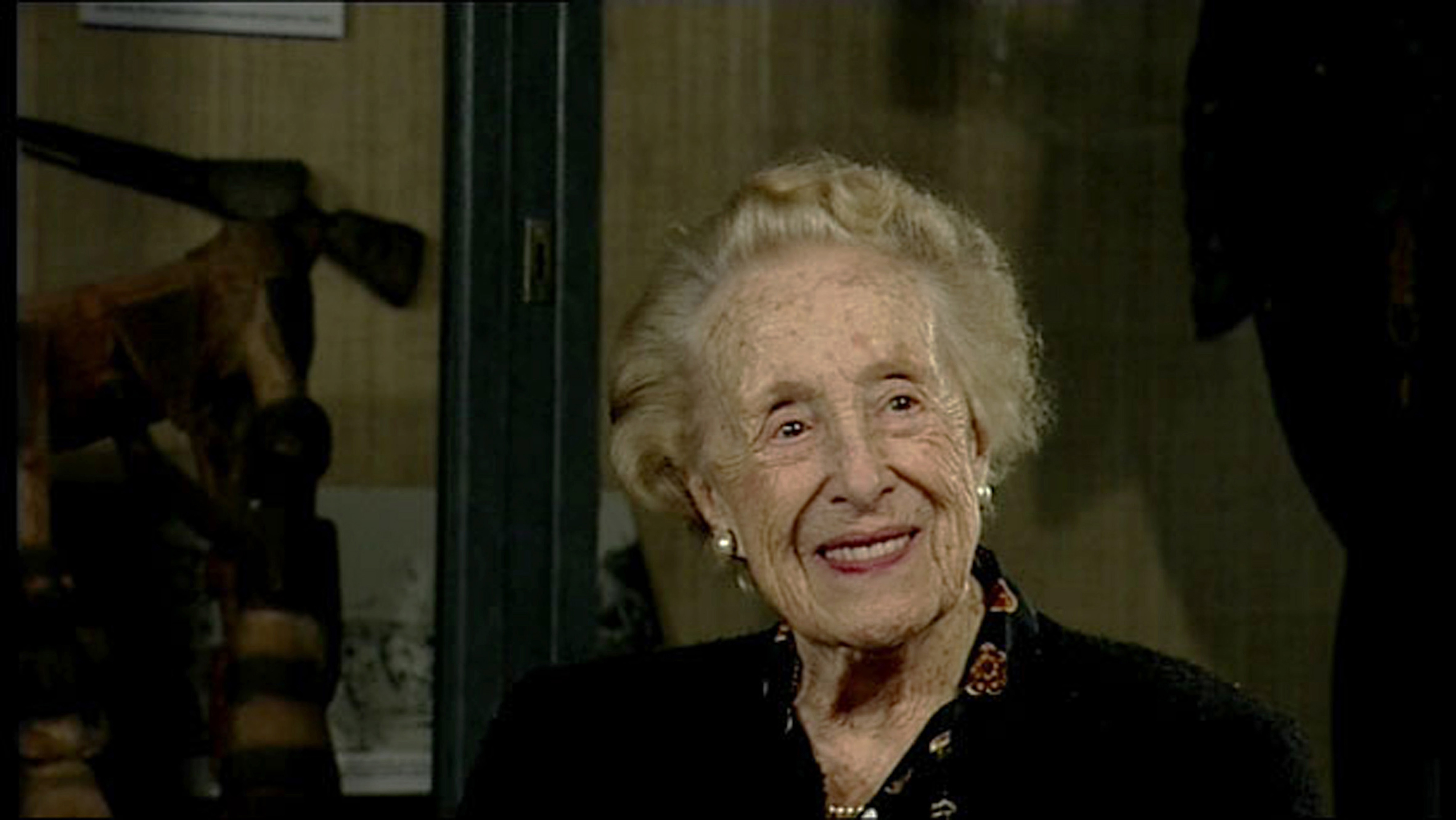
Germaine Dieterlen im französischen Dokumentarfilm Paroles von Jean Rouch, 1998.

Germaine Dieterlen (geb. Teissier du Cros; * 15. Mai 1903 in Valleraugue, Département Gard; † 13. November 1999 in Paris) war eine französische Ethnologin und Religionswissenschaftlerin, spezialisiert auf symbolische Darstellungen der Dogon und Bambara im heutigen Mali. Von 1956 bis 1972 hatte sie den Lehrstuhl für Religionen Schwarzafrikas an der École pratique des hautes études inne.

## Leben

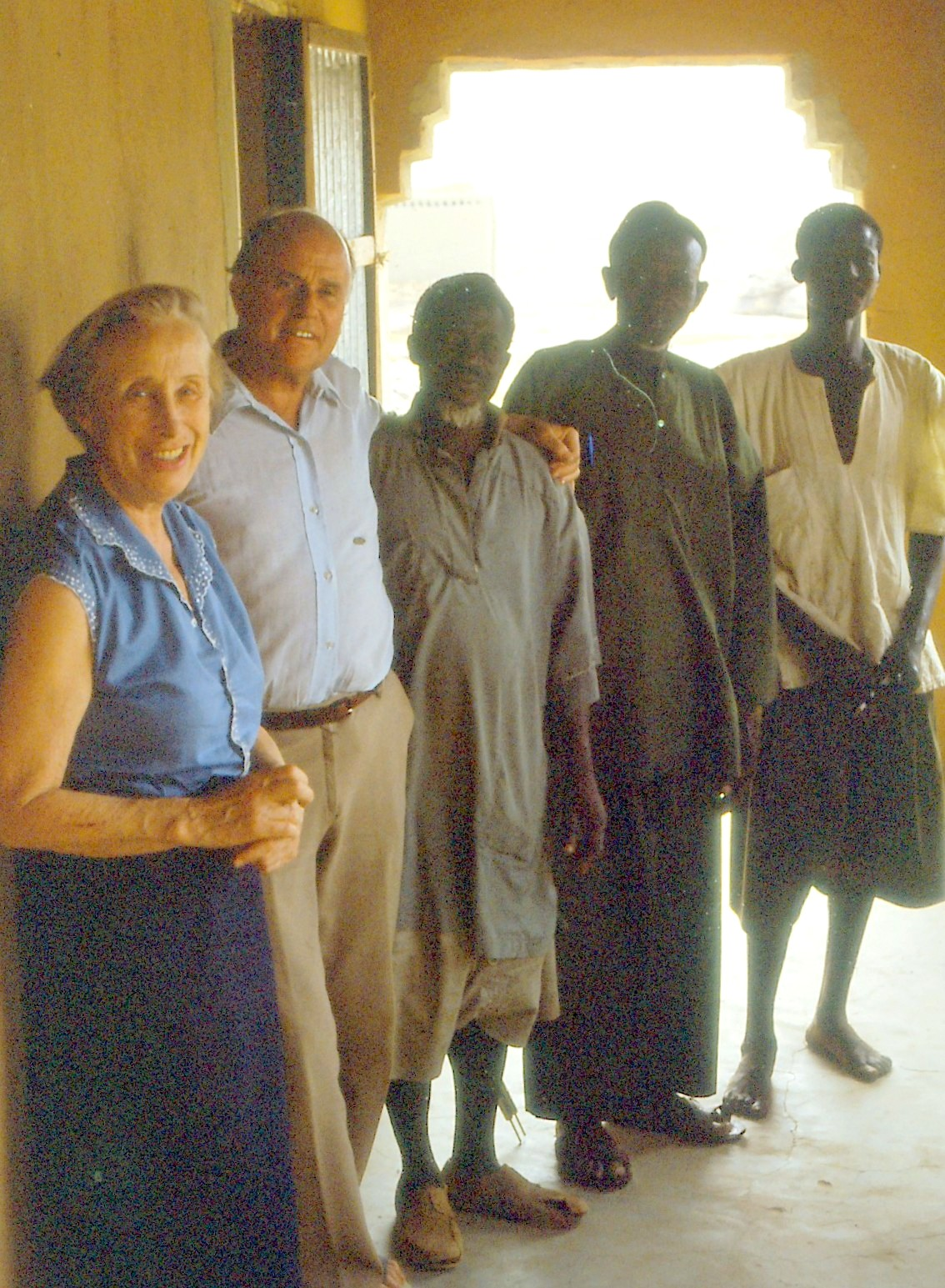
Die französischen Anthropologen Germaine Dieterlen (1903–1999) und Jean Rouch (1917–2004) mit drei ihrer lokalen männlichen Informanten, Sangha (Mali), 1980.

Dieterlen entstammte einer protestantischen Familie aus den Cevennen. Auf Wunsch ihrer Eltern besuchte sie zunächst keine höhere Schule, sondern machte eine Ausbildung zur Krankenschwester. Erst mit 30 Jahren, nach ihrer Heirat mit dem Ökonomen Pierre Dieterlen, legte sie das Baccalauréat ab und nahm ein Studium am Pariser Institut für Ethnologie auf. Ab 1934 arbeitete sie zudem als Volontärin in der Schwarzafrika-Abteilung des Musée d'ethnographie du Trocadéro bei Georges-Henri Rivière. Sie war Studentin von Marcel Mauss und eine enge Kollegin von Marcel Griaule (1898–1956). Mit diesem veröffentlichte sie 1935 ihre erste ethnographische Arbeit über Brandmalereien auf Kalebassen aus Dahomey, die Griaule von seiner Dakar-Djibouti-Expedition nach Paris gebracht hatte. Im Jahr darauf wurde sie in die Société des Africanistes gewählt.
Ab 1937 war sie mit Griaule zu mehreren langfristigen Feldforschungen im Land der Dogon und bei den Bambara im damaligen Französisch-Sudan (heute Mali), die sie auch nach Griaules Tod bis 1998 fortsetzte. 1940 bestand sie das Diplom der École pratique des hautes études (EPHE) ab, ihre Abschlussarbeit trug den Titel Les âmes des Dogons („Die Seelen der Dogon“). Es folgten zwei Diplome der École nationale des langues orientales. Mit einer Arbeit über die Religion der Bambara promovierte sie 1949 zum Docteur ès lettres.
Dieterlen wurde 1956 als Directrice d’études auf den Lehrstuhl für Religionen Schwarzafrikas an der École pratique des hautes études berufen, den sie bis 1972 innehatte. Nach dem Tod Marcel Griaules war sie von 1957 bis 1974 Generalsekretärin der Société des Africanistes. 1961 wurde sie zur Leiterin des Forschungsprogramms zur Nigerschleife-Region des Centre national de la recherche scientifique (CNRS) ernannt. Ab 1966 bis zu ihrem Tod war sie Vorsitzende des Komitees für ethnografischen Film beim Musée de l’Homme. Zwischen 1966 und 1974 produzierte sie mit dem ethnografischen Filmer Jean Rouch (1917–2004) einen Filmzyklus über die Sigui-Zeremonien der Dogon, die nur einmal in 60 Jahren durchgeführt werden. Sie richtete 1969 eine gemeinsame Forschungsgruppe von EPHE und CNRS zu religiösen Systemen in West- und Äquatorialafrika ein.

## Publikationen (Auswahl)
- Les âmes des Dogons. Paris: Institut d'ethnologie, 1941, cop. 1941, impr. 1942. Travaux et mémoires de l’Institut d’ethnologie, 40.
- Signes graphiques soudanais. Hermann et Cie
- Essai sur la religion bambara. PUF
- Textes sacrés d'Afrique noire. Gallimard
- Systèmes de signes. Hermann
- Le titre d'honneur des Arou, Dogon Mali. Société des Africanistes
- Le mythe cosmogonique. Institut d'ethnologie
- L'empire de Ghana. Karthala
- La notion de personne en Afrique noire. L'Harmattan
- Les Dogons, notion de personne et mythe de la création. L'Harmattan
- Ciné-rituel des femmes dogon. CNRS
- Dogon. Dapper